# Saison 2015 de l'équipe cycliste Cycling Academy
La saison 2015 de l'équipe cycliste Cycling Academy est la première de cette équipe continentale.

## Préparation de la saison 2015

### Arrivées et départs
L'équipe étant nouvelle, tous les coureurs proviennent d'autres équipes.

## Coureurs et encadrement technique

### Effectif
Quinze coureurs constituent l'effectif 2015 de l'équipe.
| Cycliste           | Date de naissance | Nationalité | Équipe 2014                 |  |
| ------------------ | ----------------- | ----------- | --------------------------- |  |
| Antonio Angulo     | 18 août 1992      | Espagne     | Café Baqué-Conservas Campos |  |
| Yoav Bear          | 24 juin 1991      | Israël      | Autronic-CC Vigués          |  |
| Mário Daško        | 30 juin 1994      | Slovaquie   | Dukla Trenčín Trek          |  |
| Ben Einhorn        | 22 juillet 1993   | Israël      |                             |  |
| Guy Gabay          | 18 juillet 1993   | Israël      | Go Pro                      |  |
| Roy Goldstein      | 20 mai 1993       | Israël      | 500 Watt                    |  |
| Artur Krasnodębski | 22 février 1996   | Pologne     |                             |  |
| Ľuboš Malovec      | 10 février 1994   | Slovaquie   | Dukla Trenčín Trek          |  |
| Wojciech Migdał    | 27 mars 1991      | Pologne     | Wibatech Fuji Żory          |  |
| Emanuel Piaskowy   | 2 mars 1991       | Pologne     | ActiveJet                   |  |
| Guy Sagiv          | 5 décembre 1994   | Israël      | CCC                         |  |
| Patryk Talaga      | 2 avril 1995      | Pologne     | Telco'm-Gimex               |  |
| Daniel Turek       | 19 janvier 1993   | Tchéquie    | TJ Favorit Brno (cs)        |  |
| Bartosz Warchoł    | 16 janvier 1992   | Pologne     | TKK Pacific Torum           |  |
| Ido Zilberstein    | 27 août 1993      | Israël      | Ukyo                        |  |

## Bilan de la saison

### Victoires
| Date       | Course                                   | Pays        | Classe | Vainqueur       |
| ---------- | ---------------------------------------- | ----------- | ------ | --------------- |
| 09/05/2015 | 4e étape du Tour d'Azerbaïdjan           | Azerbaïdjan | 2.1    | Daniel Turek    |
| 14/05/2015 | 1re étape du Tour de Berlin              | Allemagne   | 2.2U   | Daniel Turek    |
| 17/05/2015 | Visegrad 4 Bicycle Race - GP Polski      | Pologne     | 1.2    | Bartosz Warchoł |
| 24/06/2015 | Championnat d'Israël du contre-la-montre | Israël      | CN     | Yoav Bear       |